# Ryuji Bando
Ryuji Bando (播戸 竜二, Bando Ryuji) est un footballeur japonais né le 2 août 1979 dans la préfecture de Hyogo au Japon.